# Hide (muzician)
Hideto Matsumoto (松本 秀人 Matsumoto Hideto?, n. 13 decembrie 1964 – d. 2 mai 1998), cunoscut sub numele de scenă hide, a fost un compozitor, cântăreț și chitarist japonez. 
A fost membru al grupurilor X Japan și Saver Tiger. După destrămarea grupului X Japan, a avut o carieră solo acompaniat de formația Spread Beaver. La începutul anului 1993, Hide a înregistrat piesa „Frozen Bug” împreună cu Inoran și J of Luna Sea , sub numele formației M * A * S * S, a fost inclusă în samplerul Dance 2 Noise 004 .  A jucat, de asemenea, într-un film de artă intitulat Seth et Holth , împreună cu Tusk of Zi: Kill .  În 1994, a înregistrat și lansat primul său album solo Hide Your Face , care a ajuns pe locul 9 în topul Oricon.  Stilul muzical al albumului diferea semnificativ de imnurile de speed metal și baladele de putere ale X Japan, înclinându-se mai mult spre rock alternativ . Apoi a participat la turneul Hide Our Psychommunity, pentru care a fost angajată o trupă live care va deveni ulterior proiectul său principal, Hide with Spread Beaver. 
A lansat cu trupa X Japan albume precum Vanishing Vision, Blue Blood, Jealousy, Art of Life și Dahlia.
El a compus melodii precum Celebration, Drain,Scars, sau Love Replica pentru trupa X Japan. Melodiile sale au cuprins o gama larga de genuri,fiind extrem de creative si originale. 
Hide a format trupa Saver Tiger în anul 1980.
Hide s-a stins din viața la 2 mai 1998.Moartea sa este percepută ca fiind un accident.
El a fost văzut ca un simbol pentru tinerii japonezi care se răzvrătesc împotriva societății conformiste a țării lor, iar moartea sa a fost etichetată drept „sfârșitul unei ere”. 

## Discografie
Albume de studio
- Hide Your Face (23 februarie 1994)
- Psyence (2 septembrie 1996)
- Ja, Zoo (21 noiembrie 1998)

Single-uri
- "Eyes Love You" (5 august 1993)
- "50% & 50%" (5 august 1993)
- "Dice" (21 ianuarie 1994)
- "Tell Me" (24 martie 1994)
- "Misery" (24 iunie 1996)
- "Beauty & Stupid" (12 august 1996)
- "Hi-Ho"/"Good Bye" (18 decembrie 1996)
- "Rocket Dive" (28 ianuarie 1998)
- "Pink Spider" (13 mai 1998)
- "Ever Free" (27 mai 1998)
- "Hurry Go Round" (21 octombrie 1998)
- "Tell Me" (19 ianuarie 2000, re-recording)
- "In Motion" (10 iulie 2002)

Albume live
- Psyence a Go Go (19 martie 2008)
- Hide Our Psychommunity (23 aprilie 2008)

Compilații
- Best ~Psychommunity~ (2 martie 2000)
- Singles ~ Junk Story (24 iulie 2002)
- King of Psyborg Rock Star (28 aprilie 2004)
- Perfect Single Box (21 septembrie 2005, all 13 singles and a DVD)
- Singles + Psyborg Rock iTunes Special!! (6 februarie 2008, digital download)
- We Love hide ~The Best in The World~ (29 aprilie 2009)
- "Musical Number" -Rock Musical Pink Spider- (2 martie 2011)
- Spirit (18 iulie 2012, all 3 studio albums)

Albume remix și tribute
- Tune Up (21 iunie 1997)
- Tribute Spirits (1 mai 1999)
- Psy-Clone (22 mai 2002)
- Tribute II -Visual Spirits- (3 iulie 2013)
- Tribute III -Visual Spirits- (3 iulie 2013)
- Tribute IV -Classical Spirits- (28 august 2013)
- Tribute V -Psyborg Rock Spirits- ~Club Psyence Mix~ (August 28. 2013)
- Tribute VI -Female Spirits- (18 decembrie 2013)
- Tribute VII -Rock Spirits- (18 decembrie 2013)

Video
- Seth et Holth as Seth (29 septembrie 1993)
- A Souvenir (VHS: 24 martie 1994, DVD: 4 aprilie 2001 as A Souvenir + Tell Me)
- Film The Psychommunity Reel.1 (VHS: 21 octombrie 1994, DVD: 4 aprilie 2001)
- Film The Psychommunity Reel.2 (VHS: 23 noiembrie 1994, DVD: 4 aprilie 2001)
- X'mas Present (24 decembrie 1994)
- Lemoned Collected By hide (22 mai 1996, also features Zeppet Store, Vinyl and Trees of Life)
- Ugly Pink Machine File 1 Official Data File [Psyence A Go Go In Tokyo] (VHS: 26 februarie 1997, DVD: 18 octombrie 2000)
- Ugly Pink Machine File 1 Unofficial Data File [Psyence A Go Go 1996] (VHS: 26 martie 1997, DVD: 18 octombrie 2000)
- Seven Clips (VHS: 21 iunie 1997, DVD: 18 octombrie 2000 as Seven Clips + Hurry Go Round)
- hide presents Mix Lemoned Jelly (VHS: 21 august 1997, DVD: 20 iulie 2003 features many other artists)
- Top Secret X'mas Present '97 (24 decembrie 1997)
- His Invincible Deluge Evidence (VHS: 17 iulie 1998, DVD: 20 iulie 2000)
- A Story 1998 hide Last Works (8 decembrie 1999)
- Alivest Perfect Stage ＜1,000,000 Cuts hide!hide!hide!＞ (13 decembrie 2000)
- Seventeen Clips ~Perfect Clips~ (3 mai 2001)
- hide with Spread Beaver Appear!! "1998 Tribal Ja,Zoo" (21 septembrie 2005)
- Alive! (3 decembrie 2008)
- We Love hide ~The Clips~ (2 decembrie 2009)

### Cu Saver Tiger
- Saber Tiger (July 1985)
- Heavy Metal Force III (7 noiembrie 1985, "Vampire")
- Devil Must Be Driven out with Devil (1986, "Dead Angle" and "Emergency Express")
- Origin of hide Vol. 1 (21 februarie 2001, compilation album)
- Origin of hide Vol. 2 (21 februarie 2001, compilation album)
- Origin of hide Vol. 3 (21 februarie 2001, VHS)

### Cu M*A*S*S
- Dance 2 Noise 004 (21 ianuarie 1993, "Frozen Bug")

### Cu Zilch
- 3.2.1. (23 iulie 1998)
- Bastard Eyes (7 iulie 1999)

### Alte lucrări
- Overdoing (Tokyo Yankees, 20 octombrie 1992, chorus)
- Flowers (Issay, 1994, guitar on "Itoshi no Max")
- 96/69 (Cornelius, 9 iunie 1996, remixed "Heavy Metal Thunder")
- Ultra Mix (Shonen Knife, 22 octombrie 1997, remixed "Tower of the Sun")